# Fusitriton retiolus
Fusitriton retiolus là một loài ốc biển săn mồi cỡ lớn, là động vật thân mềm chân bụng sống ở biển trong họ Ranellidae, họ ốc tù và.

## Phân bố
Loài này có ở:
- Úc
- New Zealand.[1]